# Sân bay Nakashibetsu

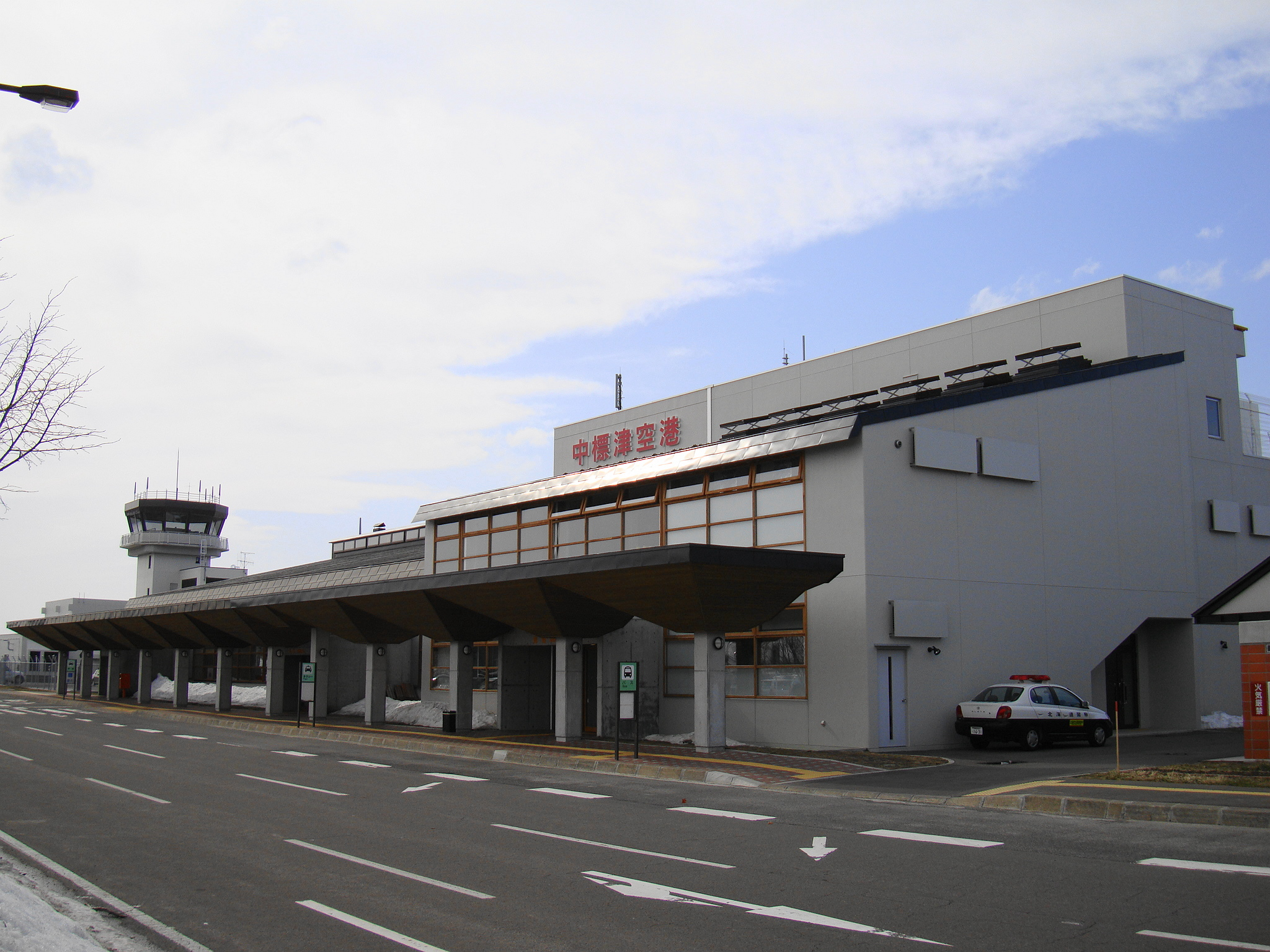
Sân bay Nakashibetsu

Sân bay Nakashibetsu là một sân bay ở Nakashibetsu, Hokkaidō, Nhật Bản (IATA: SHB, ICAO: RJCN). Sân bay này có 1 đường băng dài 1999 m bề mặt nhựa đường.
The airport serves Nakashibetsu and the nearby city of Nemuro.

## Các hãng hàng không và các tuyến điểm
Hiện có các hãng hàng không sau đây đang hoạt động tại sân bay Nakashbetsu:
- All Nippon Airways (Sapporo-Chitose, Sapporo-Okadama, Tokyo-Haneda)